# Leucochrysa brasilica
Leucochrysa brasilica är en insektsart som först beskrevs av Navás 1913.  Leucochrysa brasilica ingår i släktet Leucochrysa och familjen guldögonsländor. Inga underarter finns listade i Catalogue of Life.